# Občina Vuzenica
Občina Vuzenica je ena od občin v Republiki Sloveniji.

## Naselja v občini
Dravče, Sveti Primož na Pohorju, Sveti Vid, Šentjanž nad Dravčami, Vuzenica